# Steph Winzen

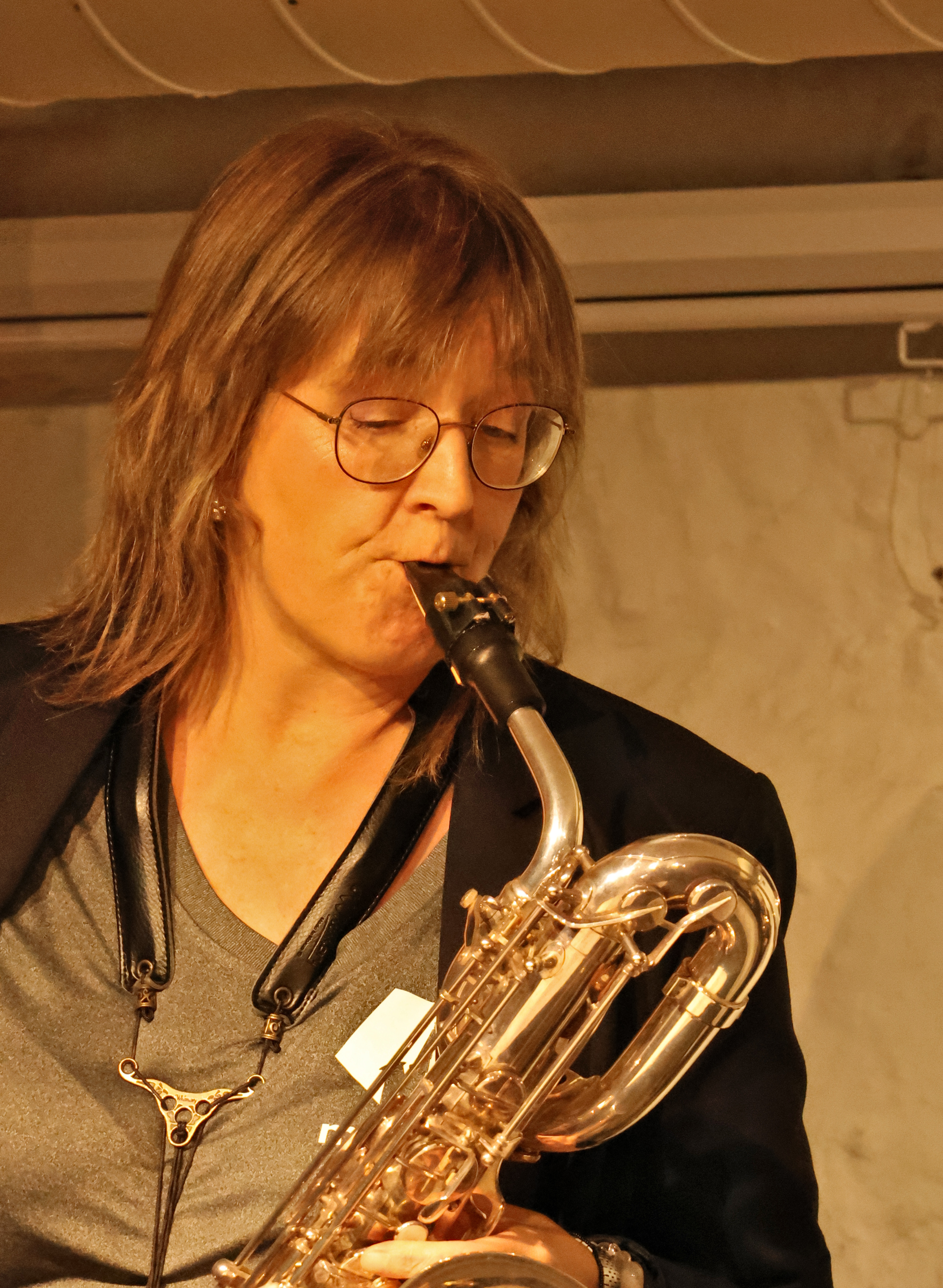
Steph Winzen (2024)

Stephanie Winzen, kurz Steph Winzen, ist eine deutsche Konzert-Saxophonistin, Dirigentin und Musikpädagogin. Sie ist Baritonsaxophonistin des Saxophonquartetts Mainz 04 und lehrt klassisches Saxophon am Peter-Cornelius-Konservatorium der Stadt Mainz.

## Werdegang
Winzen spielte seit ihrem 10. Lebensjahr zunächst Flügelhorn in einem örtlichen Musikverein in Kicklingen (Schwaben), bevor sie sich eine Dekade später dem Saxophon zuwandte. 
Ihre stilistische Bandbreite umfasst neben der Klassischen Musik auch Pop, Rock, Soul, Jazz, Ska, Volksmusik und Elektronische Musik. 
Winzen studierte zuerst an der Berufsfachschule für Musik Krumbach bei Günther Beugel Saxophon und bei Matthias Müller Gesang. 2004 begann sie dann ein Saxophonstudium an der Universität Mainz. Sie studierte bei den Saxophonistinnen Linda Bangs-Urban und Wardy Hamburg an der Mainzer Mainzer Musikhochschule. 2009 schloss sie dort mit einem Diplom als Musiklehrerin ab, 2011 folgte das Diplom zur Orchestermusikerin. 
Winzen trat mit verschiedenen Orchestern auf. Sie spielte außerdem folgende Welturaufführungen:
- Krzysztof Meyer: Saxofon Quintett op. 107
- Lutz Dreyer: Abschied II für Sopran und Altsaxophon
- Martin Sadowski: Phono 2013

2016 veröffentlichte Steph Winzen beim Mainzer ARE-Verlag eine Solo-CD mit zeitgenössischer Musik, im selben Jahr erschien die Live-CD ihres Saxophonquartetts Mainz 04 mit Jazz, Swing und Rock. Konzerte und Studioaufnahmen führten sie nach England, Griechenland, Spanien, Frankreich und Italien. 
2013 gründete Winzen das Mainzer Saxophonorchester, das sie seit 2019 auch selbst dirigiert. Sie unterrichtet seit 2010 an der Musikschul- und seit 2018 an der Studienabteilung des Peter-Cornelius-Konservatoriums der Stadt Mainz.

## Ehrungen
2017 wurde sie zur Mainzer Stadtmusikerin ernannt, und 2019 benannte sie der Landesmusikrat Rheinland-Pfalz zur Schirmherrin für das Instrument des Jahres 2019, das Saxophon, in Rheinland-Pfalz.

## Veröffentlichungen
- 2024: CD Duo GiuSte "Piazzolla & Beyond"
- 2023: CD Mainz04 "Faces"
- 2021: CD Marijke "Bonjour Liberté"
- 2021: CD Duo ND "eins"
- 2017: CD Birmingham Citadel Band of the Salvation Army: Salvation Saxophone ( http://www.citadelpromotions.co.uk/recordings/salvation-saxophone)
- 2016: CD Steph Winzen Solo-Saxophon
- 2016: CD Mainz04 Live
- 2016: Fachartikel "Vorsicht Baustelle: Die Übzellen-Methode" [in Clarino 1/2016, S. 10–12]
- 2009: CD Hochschule für Musik: König David, Liebling Gottes, Gesalbter und Sünder. Oratorium für Sprecher, Choralschola und Improvisationsensemble